# Parlamentswahl in Armenien 2017
- ARF: 7
- Jelk: 9
- BHK: 31
- HHK: 58

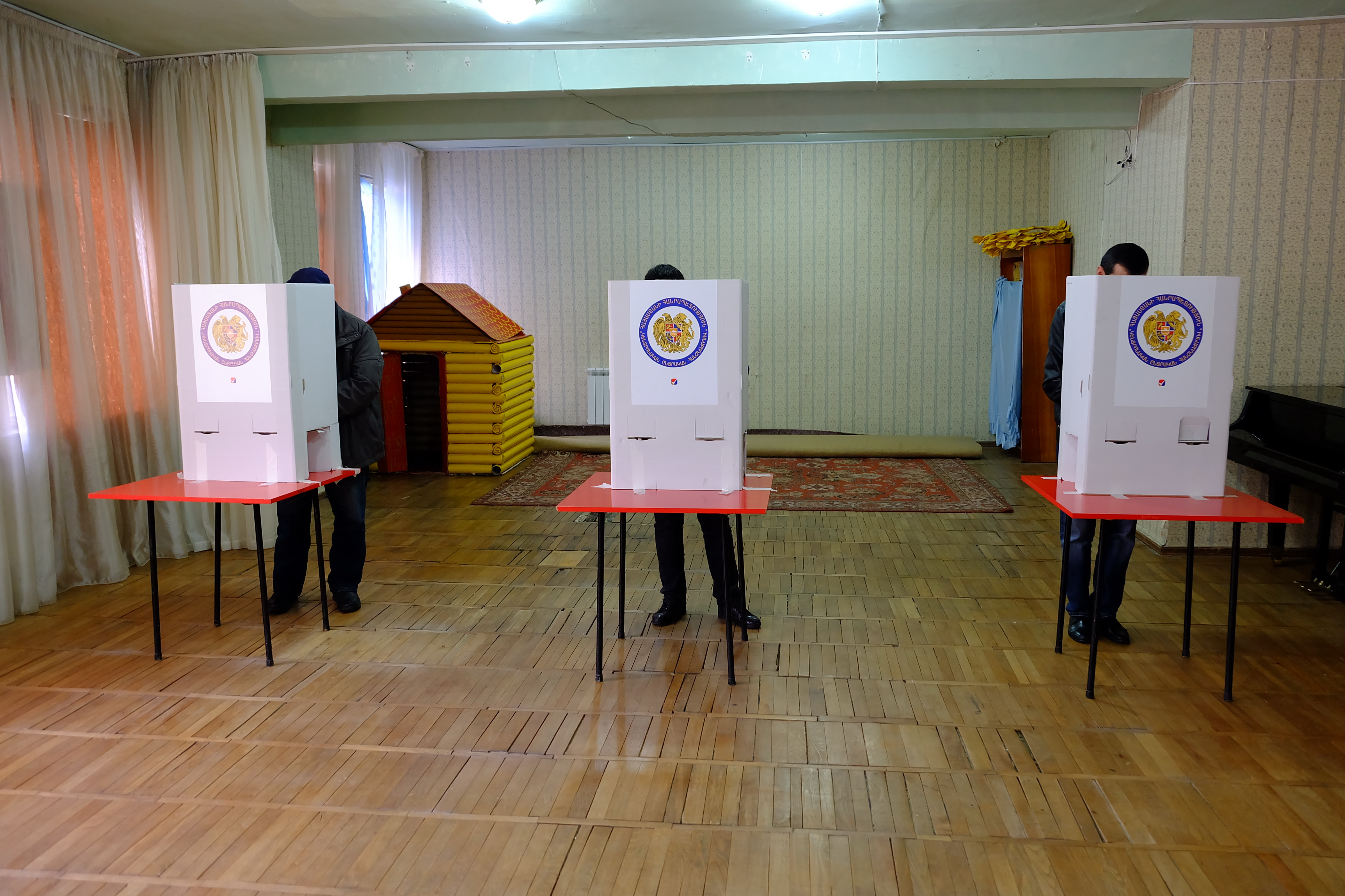
Parlamentswahlen in Armenien, 2. April 2017. Wähler im Wahllokal #5/05, Eriwan

Die Parlamentswahl in Armenien 2017 fand am 2. April 2017 statt. Die regierende Republikanische Partei konnte die Wahl gewinnen und erneut die absolute Mehrheit der Sitze erreichen. Ministerpräsident Karen Karapetjan, der seit 2016 regierte, blieb damit im Amt. Zugleich bildete die Wahl den Abschluss einer Verfassungsreform hin zu einem parlamentarischen System.

## Modalitäten und System
Mit der Verfassungsreform von 2015 wurde die Zahl der Sitze in der armenischen Nationalversammlung von 131 auf 105 reduziert. Diese werden vollständig nach einem zweistufigen Verhältniswahlsystem vergeben, in dem Stimmen an Listen- und an Wahlkreiskandidaten vergeben werden. Vier Sitze sind reserviert für ethnische Minderheiten. Die Sperrklausel liegt bei 5 % für Parteien und bei 7 % für Allianzen. Darüber hinaus muss die stärkste Fraktion oder die von ihr gebildete Koalition 54 % der Abgeordneten auf sich vereinen, sonst müsste erneut gewählt werden. Die Reform, die mit einem Verfassungsreferendum beschlossen wurde, verschob außerdem Zuständigkeiten vom Präsidenten zum Parlament und zur Regierung, wodurch das politische System Armeniens von einem semi-präsidentiellen zu einem parlamentarischen verändert wurde. Die Wahl war ein wichtiger Schritt beim Übergang zum neuen System, abgeschlossen wurde er durch die Präsidentschaftswahl ein Jahr später.

## Teilnehmende Parteien
Insgesamt wurden 9 Parteien zur Teilnahme an der Wahl registriert:
1. Jelk (Bündnis aus Leuchtendes Armenien, Zivilvertrag u. Republik) – Edmon Marukjan
2. Freie Demokraten (AD) – Chatschatur Kokobeljan
3. Armenische Wiedergeburt (früher Land des Rechts, OEK) – Arthur Baghdassarjan
4. Zarukjan-Bündnis (Bündnis aus Blühendes Armenien (BHK), Allianz, Mission) – Gagik Zarukjan
5. Armenischer Nationalkongress (HAK) – Lewon Ter-Petrosjan
6. Republikanische Partei Armeniens (HHK) – Vigen Sargsjan
7. Armenische Kommunistische Partei (HKK) – Tachat Sargsjan
8. ORO-Allianz (Bündnis aus Erbe, Partei Vereinter Armenier) – Sejran Ohanjan
9. Armenische Revolutionäre Föderation (ARF) – Wahan Howhannisjan

## Offizielles Ergebnis
| Partei                                                | Partei                              | Stimmen   | Anteil  | Sitze  | ±    |
|                                                       | Republikanische Partei Armeniens    | 771.247   | 49,17 % | 58/105 | - 11 |
|                                                       | Zarukjan-Bündnis (BHK)              | 428.965   | 27,35 % | 31/105 | - 2  |
|                                                       | Jelk                                | 122.049   | 7,78 %  | 9/105  | neu  |
|                                                       | Armenische Revolutionäre Föderation | 103.173   | 6,58 %  | 7/105  | + 2  |
|                                                       | Armenische Wiedergeburt (OEK)       | 58.277    | 3,72 %  | 0/105  | - 6  |
|                                                       | ORO-Allianz (darin Erbe)            | 32.504    | 2,07 %  | 0/105  | - 5  |
|                                                       | Armenischer Nationalkongress (HAK)  | 25.975    | 1,66 %  | 0/105  | - 7  |
|                                                       | Freie Demokraten (AD)               | 14.746    | 0,94 %  | 0/105  | 0    |
|                                                       | Armenische Kommunistische Partei    | 11.745    | 0,75 %  | 0/105  | 0    |
| Ungültige Stimmen                                     | Ungültige Stimmen                   | 6.701     | —       | —      | —    |
| Gesamt                                                | Gesamt                              | 1.575.382 | 100 %   | 105    | - 26 |
| Wähler und Wahlbeteiligung:                           | Wähler und Wahlbeteiligung:         | 2.588.590 | 60,86 % | —      | —    |
| Quelle: Zentrale Wahlkommission der Republik Armenien |                                     |           |         |        |      |

## Bewertung des Wahlablaufs und Reaktionen
Da die vorangegangenen Wahlen 2012 von Vorwürfen zu Stimmenkauf und Wahlbeeinflussung überschattet wurden, wurde bereits im Vorfeld der Wahl Unregelmäßigkeiten befürchtet. Noch vor Schließung der Wahllokale beklagten Oppositionspolitiker, es sei erneut zu Verstößen gegen das Wahlgeheimnis und mehrfacher Stimmabgabe gekommen. Darüber hinaus gab es technische Probleme mit Geräten, die den Daumenabdruck von Wählern erkennen sollten, was die Teilnahme tausender Wähler verhindert haben soll.
Die Wahlbeobachter der OSZE kritisierten den vielfach aufgetretenen Stimmenkauf und den auf Angestellte und Beamte im öffentlichen Dienst wie auch in der Privatwirtschaft ausgeübte Druck, die Regierungspartei zu wählen. Die zuvor verschärften und von der OSZE begrüßten Regeln, die Mehrfachabstimmungen verhindern und den Umgang mit den Wählerlisten verbessern sollten, wurden nur unzureichend umgesetzt. Positiv hervorgehoben wurde von den Beobachtern der friedliche und geordnete Ablauf der Wahl sowie die transparente Arbeit der Wahlkommission. Der Wahlkampf war im Wesentlichen frei, nur vereinzelt kam es zu Gewalt. Die mediale Berichterstattung zum Wahlkampf war vielfältig, teilweise aber beeinträchtigt durch die Einmischung von Medieneigentümern in redaktionelle Arbeit und damit verbunden eine Selbstzensur bei regierungskritischen Berichten. Die Beeinflussung von Angestellten und Beamten wurde auch durch Transparency International beklagt, sowie des Weiteren der Einsatz von Mitarbeitern des Staates für den Wahlkampf der Regierungspartei. Auch der Kauf von Stimmen sei beobachtet worden, sowohl durch die Republikanische Partei als auch durch das Zarukjan-Bündnis.
Nach dem Wahlerfolg der nach Russland orientierten Regierungspartei äußerte die russische Regierung die Hoffnung, die Partnerschaft zwischen beiden Ländern nun weiter zu vertiefen.